# Hoschton
Hoschton é uma cidade localizada no estado americano de Geórgia, no Condado de Jackson.

## Demografia
Segundo o censo americano de 2000, a sua população era de 1070 habitantes.
Em 2006, foi estimada uma população de 1514, um aumento de 444 (41.5%).

## Geografia
De acordo com o United States Census Bureau tem uma área de 6,3 km², dos quais 6,3 km² cobertos por terra e 0,0 km² cobertos por água.

## Localidades na vizinhança
O diagrama seguinte representa as localidades num raio de 12 km ao redor de Hoschton.